# Эрикссон, Анна-Мари
А́нна-Мари́ Э́рикссон (швед. Anne-Marie Ericsson; род. 28 апреля 1941) — шведская кёрлингистка.
В 1977 введена в Зал славы шведского кёрлинга (швед. Stora Curlare).

## Достижения
- Чемпионат Европы по кёрлингу: золото (1976, 1977), серебро (1975).
- Чемпионат Швеции по кёрлингу среди женщин: золото (1975, 1976, 1977)[3].

## Команды
| Сезон   | Четвёртый       | Третий            | Второй             | Первый             | Турниры  |
| ------- | --------------- | ----------------- | ------------------ | ------------------ | -------- |
| 1974—75 | Элизабет Бранес | Бритт-Мари Лундин | Анна-Мари Эрикссон | Ева Розенхед       | ЧШЖ 1975 |
| 1975—76 | Элизабет Бранес | Ева Розенхед      | Бритт-Мари Лундин  | Анна-Мари Эрикссон | ЧЕ 1975  |
| 1975—76 | Элизабет Бранес | Ева Розенхед      | Анна-Мари Эрикссон | Бритт-Мари Лундин  | ЧШЖ 1976 |
| 1976—77 | Элизабет Бранес | Элизабет Хёгстрём | Ева Розенхед       | Анна-Мари Эрикссон | ЧЕ 1976  |
| 1976—77 | Элизабет Бранес | Ева Розенхед      | Анна-Мари Эрикссон | Siv Persson        | ЧШЖ 1977 |
| 1977—78 | Элизабет Бранес | Ева Розенхед      | Бритт-Мари Эриксон | Анна-Мари Эрикссон | ЧЕ 1977  |

(скипы выделены полужирным шрифтом)